# Etch A Sketch
El Etch A Sketch, Pantalla màgica o Telesketch, és una joguina inventada el 1959 pel francès André Cassagnes (no per Arthur Granjean, com es diu sovint) que es va començar a comercialitzar el 1960.
A Espanya el va comercialitzar la marca Borràs amb el nom Telesketch.
A França es va comercialitzar amb el nom Télécran.
Als Estats Units el va comercialitzar amb el nom Etch-A-Sketch (nom internacional de la joguina) el fabricant Ohio Art Company.
La joguina relativament plana i rectangular, una cosa així com una pantalla de televisió. Té dos botons que cal girar per moure el cursor segons les coordenades X-Y i traçar una línia, horitzontal o vertical, depenent del botó que es giri. Per esborrar el dibuix, simplement cal repassar tota la pantalla amb un altre botó que s'arrossega. El seu èxit li va merèixer la inclusió al National Toy Hall of Fame.

## Funcionament

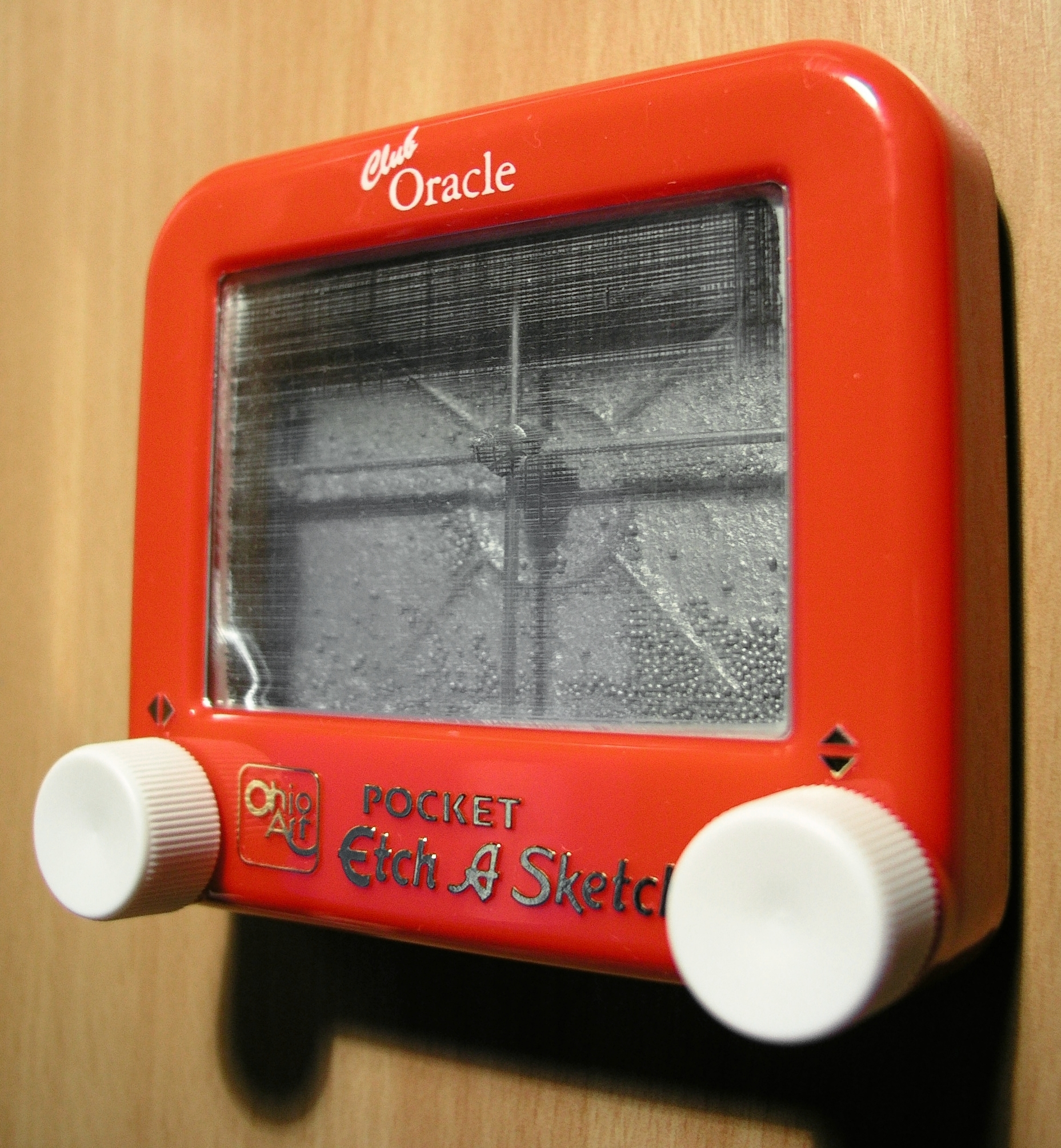
Etch A Sketch mostrant el seu interior

La joguina es pot considerar una versió simplificada d'un plotter. La superfície interior de la pantalla transparent està recoberta amb pols d'alumini que després es rasca amb un llapis mòbil, deixant una línia fosca a la pantalla de color gris clar. El llapis està controlat pels dos botons, un d'ells causa el moviment horitzontal i l'altre el vertical. Per esborrar el dibuix, l'artista posa la joguina al revés i la remena lleugerament. En fer-ho unes boletes d'estirè estenen la pols d'alumini i tornen a cobrir la superfície interior de la pantalla. La línia "negra" és només l'exposició de la foscor de l'interior de la joguina. Omplint grans àrees en "negre" s'aconsegueix l'entrada de prou llum per poder veure les parts de l'interior de la joguina (vegeu foto).

## Versions posteriors

### New Telesketch
En l'actualitat Borràs (ara Educa Borràs) segueix comercialitzant la joguina, amb un disseny menys rectangular, sota el nom de New Telesketch. A més a més ha canviat el color tradicional del Telesketch, que ara es ven de color blau.

### Etch-A-Sketch Animator

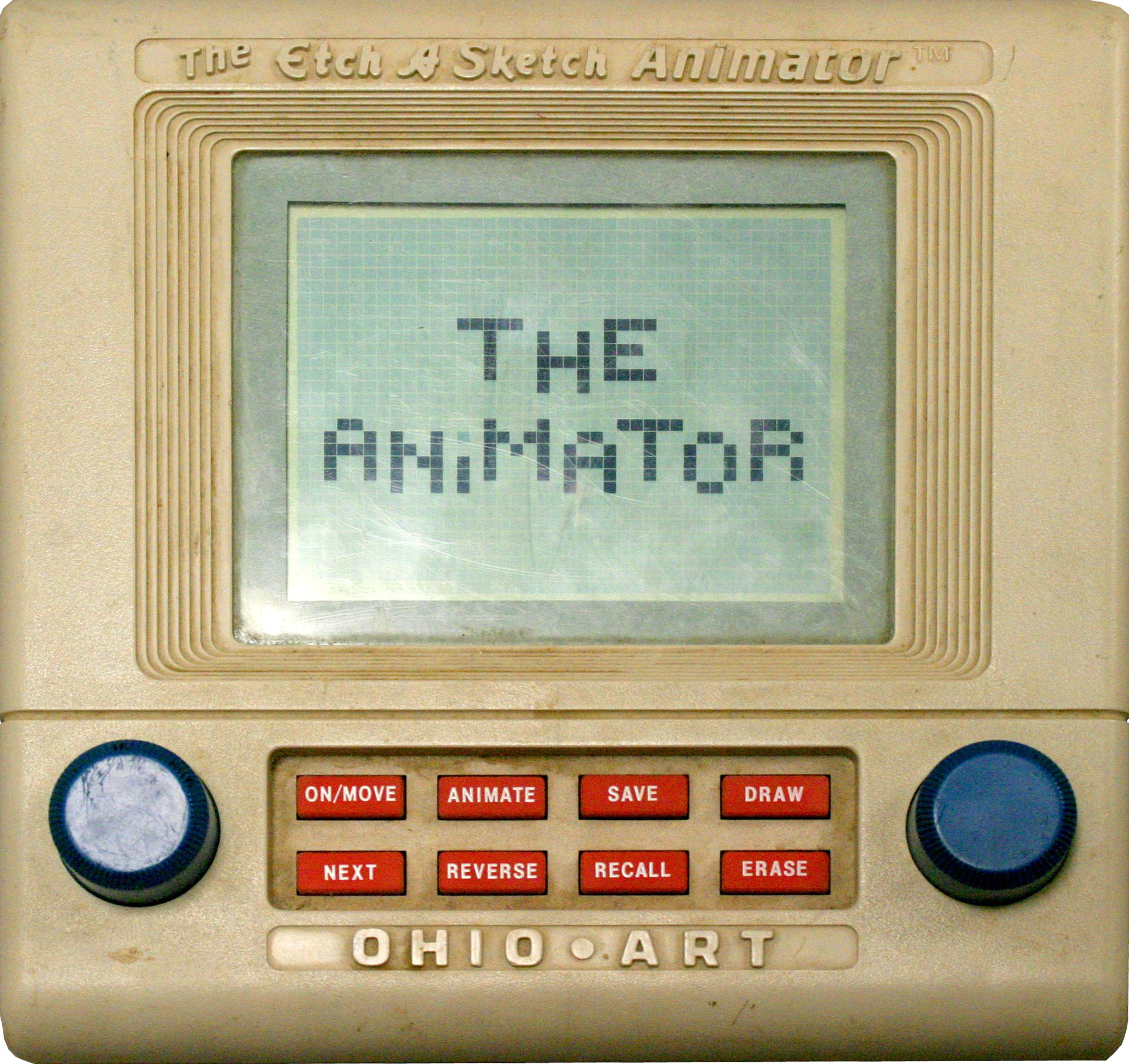
The Etch-a-Sketch Animator

El Etch-A-Sketch Animator, comercialitzat per primera vegada a 1987, disposava d'una pantalla pixelada i tenia dos comandaments per dibuixar com en un Telesketch clàssic i diversos botons per manipular les imatges. Tenia una memòria d'uns pocs kilobytes, capaç d'emmagatzemar 12 imatges i mostrar amb elles una animació. També tenia un sintetitzador simple, que emetia tons mentre els comandaments es movien i durant les animacions. Com amb qualsevol tipus de Telesketch, les imatges creades no eren gaire suaus, llevat que el dibuixant fos molt hàbil.

### Etch-a-Sketch Animator 2000

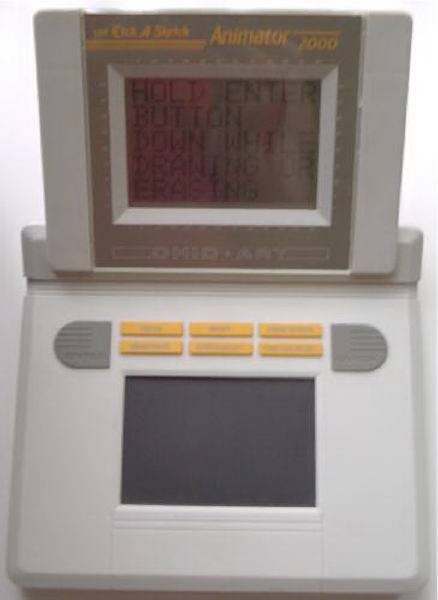
Etch-a-Sketch Animator 2000

El Etch-A-Sketch Animator 2000 va ser desenvolupat a 1988 per Ohio Art com una versió avançada del Etch-A-Sketch Animator que s'havia llançat un any abans. Tenia una punta metàl·lica per dibuixar en un rectangle, i el dibuix apareixia en una pantalla LCD de baixa resolució. Oferia la possibilitat d'animar una seqüència d'imatges així com de guardar les animacions en cartutxos. L'Animator 2000 també permetia jugar amb jocs que es carregaven des dels cartutxos. No obstant això, només es va desenvolupar un joc per Animator 2000, i poc temps després es va deixar de fabricar.